# Cahier italien
Le Cahier italien (en espagnol : Cuaderno italiano) est un cahier de dessins originaux et de textes autographes commencé par Francisco de Goya lors de son séjour en Italie en 1770. Il est composé de 83 feuilles de papier vergé blanc et a été fabriqué dans la localité de Fabriano. L'artiste l'a acheté en vue de sa traversée du pays.
Il réunit des œuvres de création, des études de dessin, des représentations de monuments architecturaux et des copies d'œuvres picturales qu'il a contemplé lors de son séjour en Italie, ce qui a été un moment clé de son apprentissage.

## Contexte et histoire
Après ses deux échecs pour obtenir une bourse pour aller étudier les maîtres italiens in situ, Goya, avec ses propres moyens, part en 1767 à Rome — où il s’établira quelques mois en 1770 —, Venise, Bologne et à d'autres villes italiennes où il fait l’apprentissage des œuvres de Guido Reni, Rubens, Véronèse et Raphaël, entre autres peintres.
Goya achète en 1770 un cahier de papier vergé blanc — dont il ne restera que 83 pages — fabriqué à Fabriano afin d'y écrire des notes personnelles ou d'y faire des esquisses lors de son séjour en Italie.
En octobre 1993, le musée du Prado l'achète pour 110 millions de pesetas.

## Œuvres et contenu
Le cahier contient de nombreuses œuvres — surtout des esquisses d'œuvres — qu'il est possible de consulter sur le site du musée du Prado,. Il y a par exemple l'ébauche de la Vierge du Pilar ou de La Muerte de San Francisco Javier,, deux tableaux religieux actuellement conservés au musée de Saragosse, ainsi que celle d'un autre tableau religieux Sainte Barbara conservé au musée du Prado à Madrid.

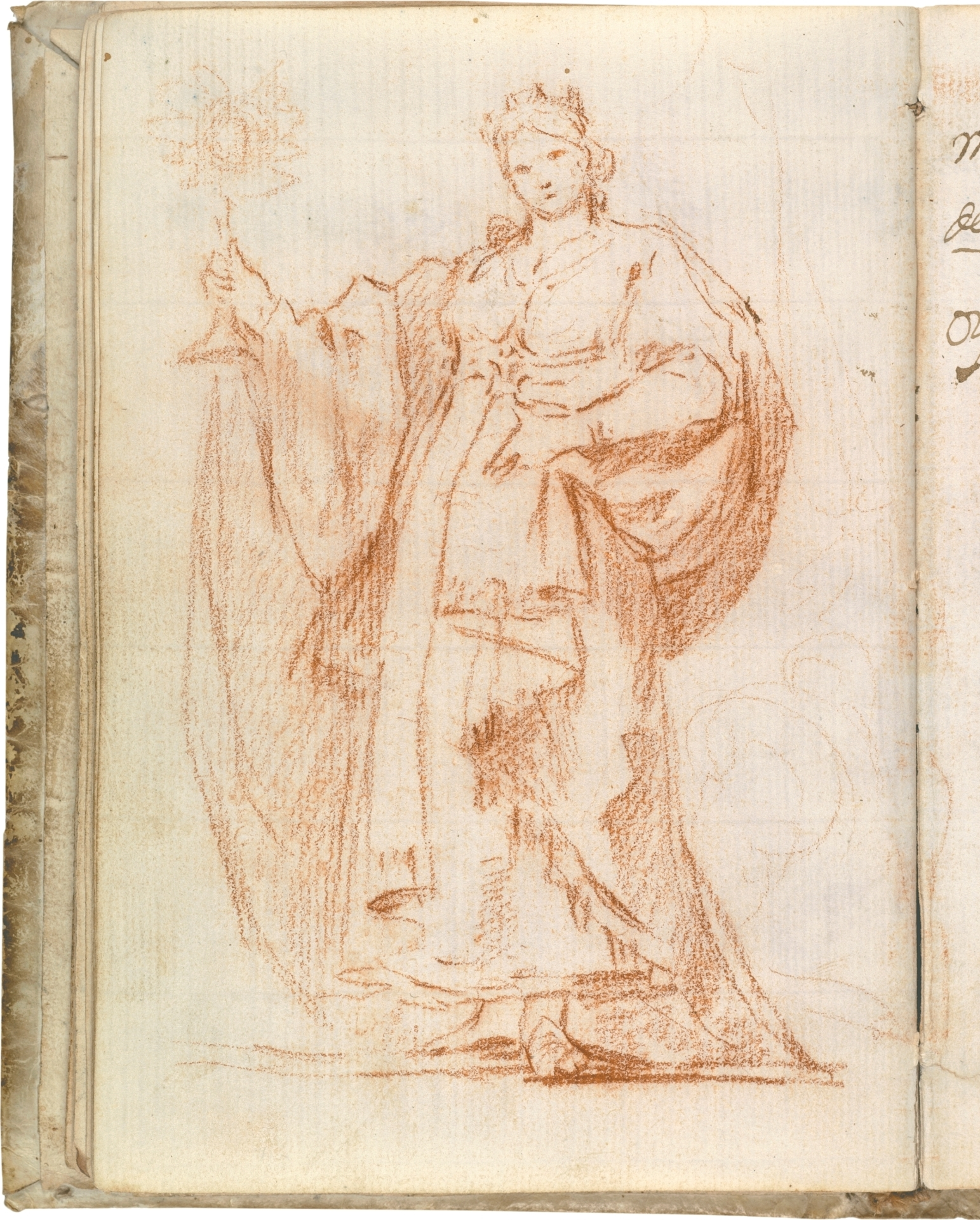
Étude préparatoire pour Santa Barbara

Par ailleurs, Goya y conserve également des textes autographes plus formels sur les événements de sa vie, comme la naissance et le baptême de ses deux enfants,,, ou plus généralement sur son voyage en Italie en 1770. Il y fait également quelque représentation de monuments architecturaux visités ou des copies de peintures visionnées lors de son séjour qui est un moment majeur dans l'apprentissage du peintre.

## Analyse
Pour dessiner, il utilise le crayon, la sanguine et l'encre.
Ses dessins sont caractérisés par un style académique.
On y trouve les esquisses initiales de la Vierge du Pilar et de la Mort de San Francisco Javier. Sont également importantes les études et esquisses qu'il a faites pour le tableau Hannibal vainqueur contemple pour la première fois l'Italie depuis les Alpes,, qu'il présentera à un concours de l'Académie de Parme la même année et pour lequel il obtiendra une mention spéciale du jury (à défaut du premier prix). Ce tableau, que l'on croyait perdu pendant 200 ans, a été trouvé accroché comme œuvre anonyme dans La Quinta de Selgas (es) de Cudillero (Asturies).